# Leirvíksfjørður
De Leirvíksfjørður is een zeestraat die de Faeröerse eilanden Eysturoy, Kalsoy en Borðoy van elkaar scheidt. De zeestraat begint bij een Y-splitsing tussen de zeestraten Djúpini in het noordwesten en Kalsoyarfjørður in het noordoosten. Aan de westkust ligt het gelijknamige stadje Leirvík.
Onder de zeestraat loopt de Norðoyatunnilin, dat met een lengte van 6300 meter de langste tunnel van de Faeröer is.